# Volby do Slovenské národní rady 1981
Volby do Slovenské národní rady 1981 proběhly 5. a 6. června 1981.

## Volební výsledky
| Subjekt                        | Počet hlasů | Odevzdané v % | Platných hlasů | Platné v % | PM  |
| ------------------------------ | ----------- | ------------- | -------------- | ---------- | --- |
| Národní fronta Čechů a Slováků | 3 368 386   | 99, 75%       | 3 366 295      | 99, 98%    | 150 |

Ve volbách mohlo volit celkem 3 376 672 oprávněných vloličů. 

## Mandáty
Z 150 členů (poslanců) SNR bylo:
- 44 žen
- 106 mužů

podle profese:
- 51 dělníků
- 19 družstevních rolníků
- a jiní

podle roků:
- 42 do 35 let
- 36 od 36 do 50 let
- 59 od 51 do 60 let
- 13 nad 60 let

podle státní příslušnosti:
- 130 slovenské
- 16 maďarské
- 3 ukrajinské
- 1 české

podle politické příslušnosti:
- 102 KSČ
- 14 jiné politické strany
- 34 bez politické příslušnosti